# Casa Berenguer
Casa Berenguer také známá jako casa Casimir Clapés nebo dříve jako La Berenguera, je budova, která se nachází na ulici Diputació, č. 246, v čtvrti Dreta de l'Eixample v Barceloně. Byla postavena v roce 1907 podle plánů architektů Bonaventury Bassegody a Joaquima Bassegody.
Její stavbu zadal průmyslník Casimir Clapés, z textilní firmy Sobrinos de Berenguer, a dal architektům naprostou volnost.
Budova je ve stylu modernismu s novogotickými prvky a skládá se z přízemí a čtyř pater, s velmi nápadným průčelím z něhož vystupuje tribuna. Je zde hodně ozdob vytesaných do kamene a kovaných mříží s florálními motivy. Na tribuně je vlys s ženskou postavou u tkalcovského stavu s dvěma dětmi. Nad tribunou jsou dva symetrické balkony s kovaným zábradlím. V horní římse fasády se nachází ve výklenku sedící ženská postava.
Restaurátorské práce v roce 1990 se pokusily o navrácení původního stavu budovy.
Je španělskou kulturní památkou lokálního charakteru.

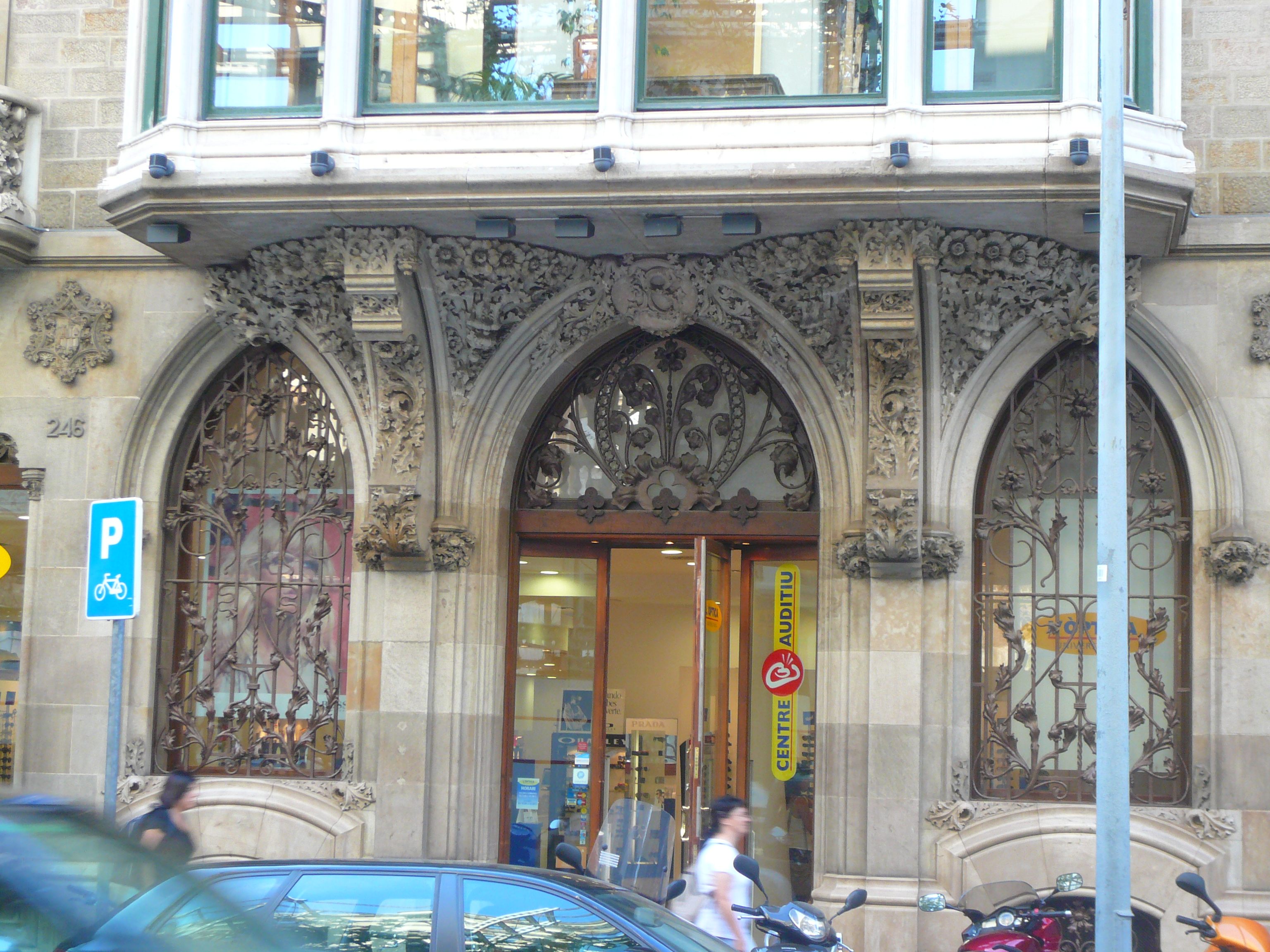
Vchod
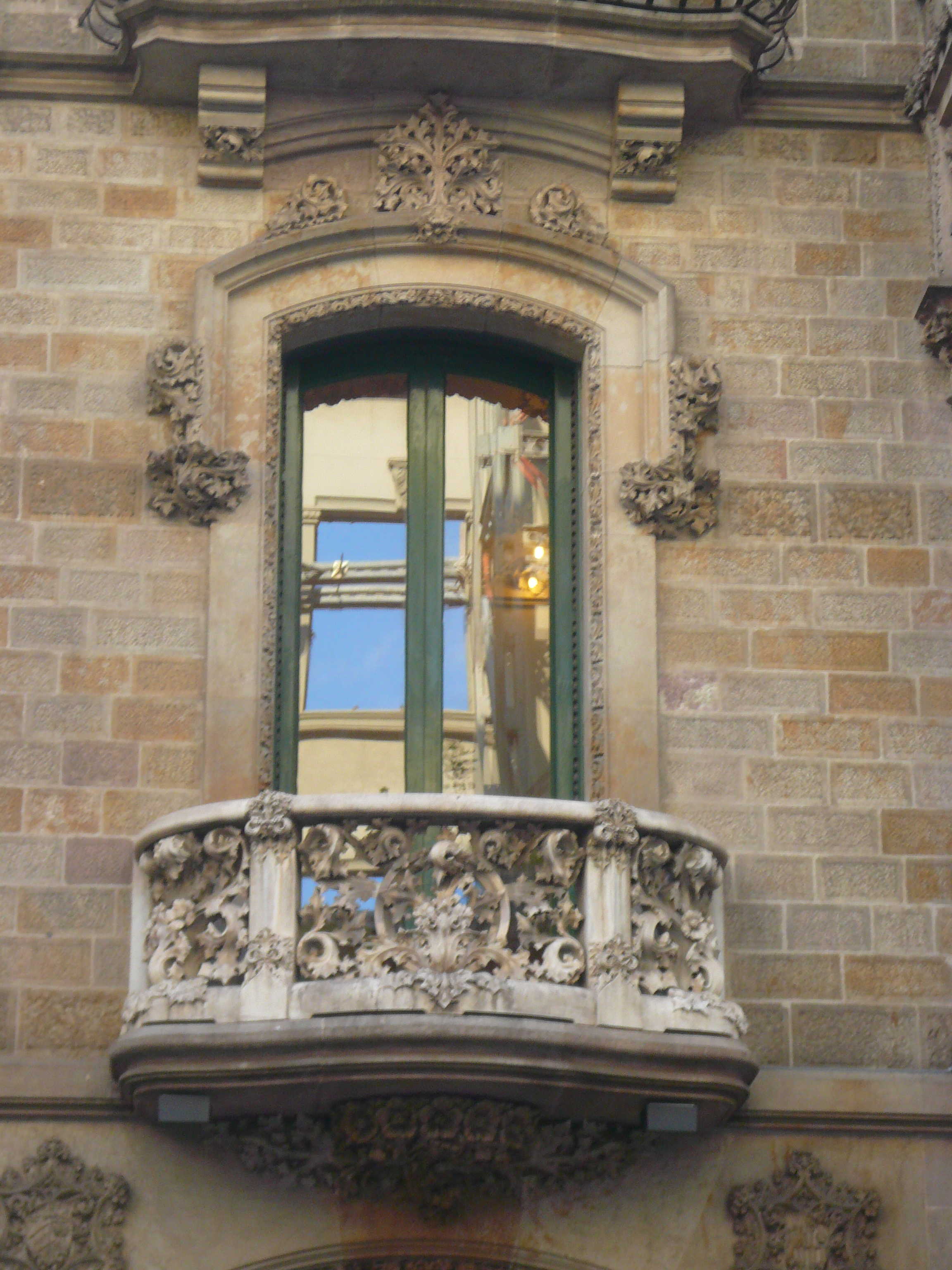
Balkon
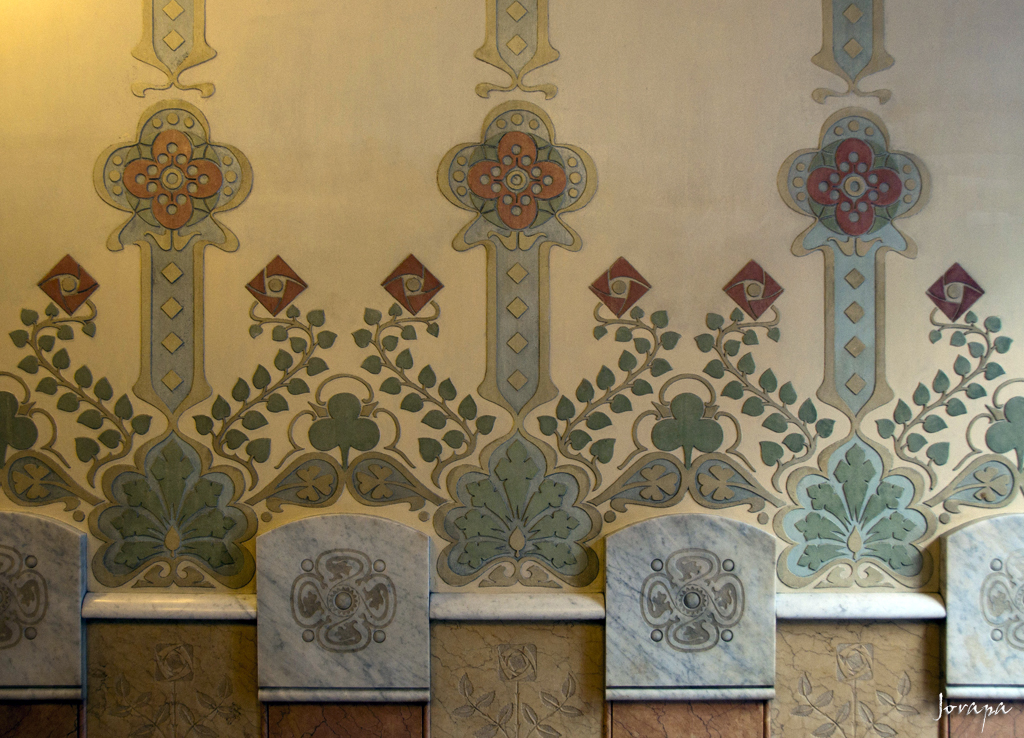
Interiér